# Beit Zera
Beit Zera è un kibbutz sito in Galilea nel nord della valle del Giordano, sulla strada che collega Bet Shean al lago di Tiberiade, dal quale dista una ventina di chilometri.
All'interno del kibbutz si trovano coltivazioni di avocado ed altri ortaggi, trova inoltre spazio un'importante fabbrica di oggetti in materie plastiche che esporta i suoi prodotti in molti paesi del mondo.